# 額我略七世
聖額我略七世（拉丁語：Sanctus Gregorius PP. VII；约1020年—1085年5月25日）原名索瓦纳的希尔德布兰德（Ildebrando di Soana），於圖夏出生。他于1073年4月22日當选教宗，同年6月30日即位至1085年5月25日為止。他是以一致欢呼的方式當選教宗。
額我略七世是在天主教历史中的一个重要的改革者之一。在有关主教的叙任权斗争中他与神聖羅馬帝國皇帝亨利四世成为对手。

## 早年
額我略七世出生于意大利的托斯卡纳地区，他的舊宅今天依舊存在，可供參觀。他少年时被送到罗马上学。他的一个叔叔在一个修道院里。他的教师中可能包括教宗额我略六世。罗马帝国皇帝亨利三世废黜额我略六世并将他逐到德意志时，額我略随他的教师到德国。后来，他承认他并不希望翻越阿尔卑斯山脉。但他在德国的经验对他来说有非常重要价值，为他后来的政治打下了基础。在科隆他继续他的学业。他随良九世回到罗马。他一开始的任务是神事，上升到教会的副执事。作为教宗的使节他出使法兰西，在那里他处理贝朗瑞的问题。贝朗瑞就聖體聖事的见解引起一些争论。
良九世死后，他作为罗马人的使者被派到皇帝那里去讨论良九世继承人的问题。皇帝表示他支持维篤二世。维篤二世当任后，再次派額我略为去法国的使节。教宗斯德望九世被选为教宗时没有与皇帝商量，因此額我略被派到皇帝身边来保证皇帝的支持。額我略通过皇后得到他所需要的支持。但他回到罗马前斯德望九世就死。罗马贵族打算借这个机会选举他们自己的本篤十世，脱离皇帝对教宗位置的控制。在額我略的努力下，这个危机没有爆发，最后他反对罗马贵族的本笃十世而支持教宗尼各老二世。尼各老二世在此后两个十年中的政治是试图脱离各方对教廷的控制，他联合意大利南方的诺曼人和意大利北方反帝国势力。
尼各老二世下令将来的教宗由总主教聚会选举而出，这样他得以使得教宗的选举脱离罗马市民和贵族影响，并尽可能缩小皇帝的影响。尼各老二世死后，教宗亚历山大二世经选举当选为教宗，此时当时的人越来越感觉到額我略是教廷灵魂。当时的政治情况，尤其德意志的情况对教廷非常有利，虽然如此，要有效利用这个时机依然不易，亚历山大死时，他的地位说明額我略政策的英明。

## 当选为教宗
1073年4月21日亚历山大二世去世，額我略被选为教宗。他的对手对他当选方式表示非常不满。这些不满是在他当选数年后提出的，因此他们可能并不表示他的选举的确不正当，而是事后他的敌人对他的攻击。不过，額我略自己承认说他的选举非常不规则，1059年所发表法律中规定的程序没有被执行。
額我略七世最主要政治题目是他与帝国之间的关系。亨利三世死后，罗马人民的国王地位下降很大。他的儿子亨利四世对内有许多困难。对教宗来说，这是一个可图之机。此外，对額我略七世来说，有利的是亨利四世此时才23岁，还没有多少经验。
在此后两年中，亨利四世面对着萨克森的叛乱，因此不得不以任何代价与教宗取得一致。1074年5月亨利四世不得不在纽伦堡在教宗使节面前强调他断绝同触犯教宗的人（包括他自己朋友）的关系，下誓服从教宗和支持教宗对教会的改革。这个姿态使他获得教宗的信任。但当他1075年6月9日战胜萨克森叛乱后，他立刻就放弃这个姿态，立刻开始着手重新建立他对意大利北部的主权。
亨利下令进攻北意大利，并将一个自己的亲信派为米兰总主教。同时，他试图联合意大利南部的诺曼人。12月8日額我略七世写一封信给亨利四世责怪他背信弃义，同时他派人给亨利带去一个亲口信，说亨利的罪过不但足以使他被绝罚，而且足以使他丧失他的王位。但此时額我略七世自己也面临敌人。他甚至于圣诞夜被劫持，但第二天又被释放。

## 与皇帝的争执
額我略七世对亨利四世的严厉批评激怒皇帝和他的宫廷。他们于1076年1月24日匆忙在沃尔姆斯召集一次帝国大会。額我略在德国教会高级僧侣中有不少敌人。一个罗马总主教也匆忙赶到沃尔姆斯。大会决定額我略七世的错误使他不适合教宗职务。大会通过两条文件：所有主教表示撤销他們对額我略的忠誠，亨利四世发布的一条文件中决定額我略七世被废黜，聖座必须选举一个新教宗。大会派两位主教到意大利去宣布这个决定。在皮亚琴察他们让伦巴德的主教们也通过一个类似决定。
額我略七世宣布对亨利施以绝罚，否认他的王位，解除他臣民对他的义务。亨利四世到此为止不得人心，因此教宗这个决定立刻得到亨利反对者的支持。他们借这个机会开始反对亨利。当亨利再次召开帝国大会时，只有少数他的追随者参加。萨克森人利用这个机会再次造反，反对亨利的人不断增加。

## 卡諾莎之行
对亨利来说，情况非常不利。10月德意志贵族召开会议选举一个新的国王。只是由于他们无法达成一个协议，亨利得以保留他的王位。但对亨利来说，这只不过是一个拖延而已。聚会的贵族要求亨利向教宗道歉并服从教宗。他们还决定假如亨利在一年内没有获得恢复教籍的话，那么他就失去他的王位，即使他们还没有找到他的继承者。对亨利来说，别无他路可以选择。亨利首先派一个使者去见教宗要求恢复他的教籍，但額我略拒绝他的请求。因此他决定亲自去意大利。
額我略此时正在去曼图亚的路上，虽然他上路前德意志贵族答应保护他，但他们的保护军却没有来。亨利在他去意大利的路上经过勃艮第，他在那里受到巨大的欢迎，但他还是决定采取慊悔方式来获得他的教籍。額我略听说亨利到，他立刻逃到卡诺莎。亨利慊悔的故事后来成為一个传说。实际上此前双方进行长久的商量，亨利慊悔举动也是事先约定的。額我略非常不愿让亨利重新获得他的教籍，但他被围困在卡诺莎无法履行他的教会职务，最后他的宗教义务终于战胜他的政治考虑。
这个折衷方案并没有解决双方争执的大问题：谁有权任命主教的问题。

## 再次革除亨利的教籍
額我略七世革除亨利教籍是一种打击亨利的方式，而不是因为亨利真的犯罪，这一点德意志造反贵族们是很清楚的。因此，亨利获得他的教籍后，德意志的贵族继续反对他，他们选举一个对立国王鲁道夫，在这次选举中，教宗的使节在场来监督选举过程。此后几年中，額我略七世继续他的这个中立政策。德意志境内情况是两个国王的力量差不多，双方都企图获得他的支持。这使得他的地位非常舒适，但同时双方现在都对他丧失信任。1080年1月27日鲁道夫在一场战役中获胜，額我略七世错误估价这次胜利的意义，在萨克森人的驱使下，他放弃他的中立立场，并于3月7日再次革除亨利四世的教籍。
但这次，他的决定与他上次决定不同，大多数人觉得这次革除亨利教籍是不公正的。许多人开始考虑是否应该承认这样的决定。更糟糕的是10月16日鲁道夫死亡，他的继承人赫尔曼不如他有威信，无法号召額我略七世在德意志的追随者。1081年8月赫尔曼被逐。此时，亨利四世达到他权力的顶峰。他也已经很有经验。他拒绝承认革除他的教籍，因为这个决定无理。6月16日他在布雷薩諾內會議上宣布废黜額我略七世，同年他开始对額我略七世用兵。額我略七世此时的境况非常糟糕。13个总主教背叛他。罗马向亨利投降。1084年3月24日亨利立克勉三世後，克勉三世加冕亨利为皇帝，額我略七世被迫出逃罗马。

## 对欧洲其它国家的政策
額我略七世与欧洲其它国家关系与他与德国的关系紧密结合。由于他必须将他的精力集中到罗马帝国皇帝上，因此他往往对其它君主比较退让，但诺曼人的态度使他非常失望。尼各老二世对诺曼人退让使他们得以在意大利中部得手，但这一步没有能够保证他们忠心和对教宗的保护。当額我略七世受到亨利的迫害时，诺曼人对此毫不关心。只有在当額我略七世受到生命威胁时，他们才出面干涉。
額我略七世企图宣布对一些国家拥有占有权。科西嘉和撒丁岛被认为是教会所有。西班牙和匈牙利也被看做是教会的产业。他还试图让丹麦国王承认他是教会手下的一个领主。法兰西国王腓力一世贩卖圣事，对教会进行打击，額我略七世因此对他警告，1074年似乎腓力也将被革除教籍和免除王位，但額我略七世决定不树立太多的敌人，因此没有对腓力采取任何行动。英格兰国王威廉一世也利用这个机会，他直接介入教会内部的事务，任命主教和修道院院长。对教宗对他的规劝他丝毫不介意。額我略七世毫无力量来对付威廉，最后他采取闭眼不观的态度，而且还承认威廉一些做法来表示他对这些做法的主权。
額我略七世与几乎所有基督国家建立一定的联系，但这些联系并没有完成他在其中寄托的希望。他与波兰、俄罗斯和波希米亚的君主有信件往来。他与毛里塔尼亚的国王有友好信件往来。他企图使亚美尼亚更加靠近罗马但没有成功。他尤其对东方感兴趣。罗马与拜占庭帝国的宗教分裂对他来说是一个大打击。他努力试图重建过去的友好关系。他成功与拜占庭皇帝米海尔七世保持联系。当阿拉伯进攻基督教圣地的消息传到罗马时，額我略七世考虑进行远征来恢复教会对东方的控制。
額我略七世改革教会努力并不是孤立的，他在其它国家获得一些支持者。

## 内部的政治和改革
額我略七世相信教会是天主创造的，其目的是将全人类组织在一个单一，执行天主旨意的社会中。因此教会高于任何人造的机构，尤其高于国家，而教宗作为教会首领是天主在人间的统治者，因此任何对他的不服从也是对天主的不服从，也就是背离基督。但这个解释的结果是教会得消灭所有国家。因此作为一个政治家，額我略七世不得不采取一个折衷的手段。他承认国家作为一个统治机构的存在，他将教会与国家的同时存在解释为天主意愿，并强调教会与帝国的统一重要性。但他从未想到过将这两个势力作为平等的来看待。对他来说，教会在国家之上是毫无疑问和不可讨论的。
他希望所有的争论都在罗马决定，希望所有的请求都由他自己亲自决定，希望将教会的组织中央集权在罗马，这种做法当然会削弱主教们的权利，因此这些主教们不愿自动放弃他们原有的权利而试图保持他们的自由。在任期间，他经常与教会中的高级官员发生矛盾。
这些争论和斗争与他支持圣职人员禁欲和反对贩卖圣事是联在一起的。額我略七世并非禁欲的创始人，但他比他的前任更积极推动这个决定。他1074年下令人们可以不服从同意司铎结婚的主教命令和不向他们交税。这些决定遭到广泛的反对。

## 死亡
额我略七世死于流亡途中的薩萊諾。他石棺上的墓志铭为：「我曾追寻公义而摒弃邪恶和不公，因此，我殉于流亡」。（I have loved justice and hated iniquity; therefore, I die in exile）

## 譯名列表
- 額我略七世：天主教香港教區禮儀委員會：禧年專頁 （页面存档备份，存于）作額我略。
- 國瑞七世：香港天主教教區檔案　歷任教宗作國瑞。
- 格列高列七世：《大英簡明百科知識庫》2005年版[]作格列高列。
- 格雷戈里七世：《世界人名翻譯大辭典》1993年版作格雷戈里。
- 格列哥里七世：國立編譯舘作格列哥里。